# Île Uaterembi
L’île Uaterembi est une îlot de Nouvelle-Calédonie appartenant administrativement à Mont-Dore.